# Равенскрофт, Рафаэль
Рафаэль Равенскрофт (англ. Raphael Ravenscroft, 04 июня 1954, Сток-он-Трент, Великобритания — 19 октября 2014, Эксетер, Великобритания) — британский, английский джазовый музыкант, известный, в первую очередь, исполнением партии саксофона в песне Джерри Рафферти «Бейкер-стрит», охарактеризованной позже как «наиболее известное соло саксофона всех времён» (The Independent) и «самый знаковый сакс-рифф в истории поп-музыки» (Billboard).

## Биография

### Ранние годы
Рафаэль Равенскрофт родился в 1954 году. Точное место его рождения оспаривается: некоторые источники называют город Дамфрис на юге Шотландии (Herald Scotland, The Scotsman), другие — Эксетер на юго-западе Англии (The Independent). Второй вариант признан официальным по сведениям General Register Office for England and Wales (GRO) — государственной службой Великобритании, осуществляющей регистрацию актов гражданского состояния.
После обучения в школе некоторое время преподавал музыку в колледже Йорка. В 1976 году выступил одним из аранжировщиков альбома Максин Найтингейл «Right Back Where We Started From».

### Джерри Рафферти и «Бейкер-стрит»
В январе 1978 года шотландский певец Джерри Рафферти выпустил свой первый с 1972 года альбом «City to City», для записи которого был приглашён, среди прочих сессионных музыкантов, неизвестный тогда Равенскрофт. Одна из композиций альбома — «Бейкер-стрит», получила международную популярность, достигнув третьего места в хит-парадах Великобритании и второго в Billboard Hot 100 в США (к 2010 году было продано 5 миллионов экземпляров записей «Baker Street», диск стал «платиновым» в США и «золотым» в Великобритании). В 2010 году в интервью Би-би-си Равенскрофт заявил, что получил за участие в записи этой песни только 27.50 фунтов стерлингов, что соответствовало установленной тогда профсоюзами ставке для сессионных музыкантов. При этом было упомянуто, что и тридцать лет спустя сам Джерри Рафферти только за минувший год получил в качестве лицензионного вознаграждения £ 80 000. Тем не менее, Равенскрофт в тот период продолжил работать с певцом ещё несколько лет, с 1977 по 1982 год, как участник гастрольных туров в продвижение «„City to City“», так и при записи следующих двух альбомов «Night Owl» и «Snakes and Ladders».
Позже Рафаэль Равенскрофт неоднократно говорил, что «Бейкер-стрит» ему не нравится, называя её «банальной» (англ. it's flat). Он отказывался играть её во время каких-либо своих выступлений. Однако было сделано два исключения. Последний раз Равенскрофт исполнил «Бейкер-стрит» летом 2014 года в ходе благотворительного гала-концерт в Эксетере в память о трагически погибшей 12-летний школьнице. До этого он сыграл известное соло на похоронах Джерри Рафферти в 2011 году. Он исполнил его с хором Tenebrae, назвав композицию «Прощение» и выразив тем самым собственные чувства.

### Другие проекты
В 1979 году Рафаэль Равенскрофт выпустил сольный альбом «Her Father Didn’t Like Me, Anyway».
При этом он продолжил выступить в качестве сессионного тенор-саксофона с группами Pink Floyd (альбом «The Final Cut», 1983 год), ABBA, Daft Punk, певцами Марвином Гэем, Даффи. В 1990 году опубликовал несколько пособий по игре на саксофоне. В 2011—2012 годах участвовал в нескольких крупных рекламных кампаниях по всему миру. В 2011 году написал музыку для цикла фильмов о фотографе Доне Маккуллине. В 2014 году Равенскрофт уехал в Бельгию, чтобы работать над проектом с компанией Adolphe Sax & Cie.
Был женат трижды, с последней супругой расстался в 2009 году.
Умер 19 октября 2014 года от инфаркта.

## Дополнительная информация
- Соло из песни «Бейкер-стрит» стало в Великобритании предметом городского мифа, созданного в 1980-е годы писателем и телеведущим Стюартом Макоуни. В качестве розыгрыша он заявил, что партию саксофона в этой композиции исполнил Боб Холнс — чрезвычайно популярный в то время телеведущий одного их игровых шоу. Хотя Холнс не подходил ни по возрасту, ни по стилю на роль рок-музыканта, легенда прижилась. В 2011 году Макоуни признал факт розыгрыша и своё «личное и совершенно глупое участие в этой печальной истории»[10].